# 弗朗索瓦·佩尔维

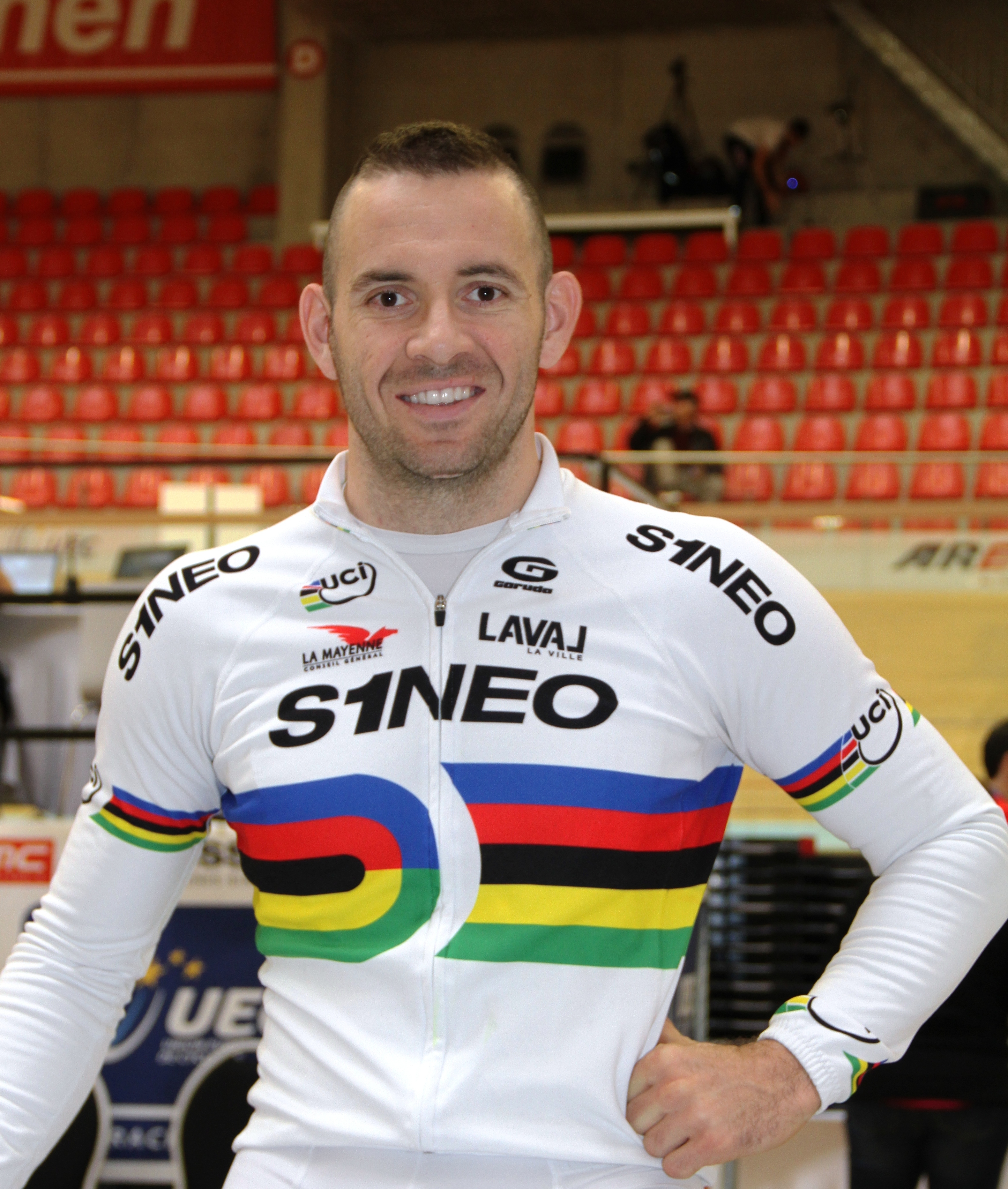
弗朗索瓦·佩尔维（攝於2015年）

弗朗索瓦·佩尔维（法語：François Pervis，1984年10月16日—），法国男子场地自行车运动员。他在2014年世界锦标赛上获得男子个人竞速赛、男子凯林赛和男子1公里计时赛三个个人项目的冠军，成为历史上第一位在同一届世锦赛赢得三个个人项目冠军的场地自行车选手。